# Sympycnus laevigatus
Sympycnus laevigatus är en tvåvingeart som beskrevs av Van Duzee 1930. Sympycnus laevigatus ingår i släktet Sympycnus och familjen styltflugor.
Artens utbredningsområde är Kalifornien. Inga underarter finns listade i Catalogue of Life.